# 6240 Lucretius Carus
6240 Lucretius Carus este o planetă minoră (asteroid), cu un diametru de 4,689 km, din centura de asteroizi. A fost descoperită pe 26 septembrie 1989 la Observatorul La Silla de Eric Walter Elst și a fost numită după Titus Lucretius Carus. 
Obiectul prezintă o orbită caracterizată de o semiaxă mare de 2,2208224 UAi, o excentricitate de 0,06, o înclinație de 4,72201 ° în raport cu ecliptica.